# Spodnje Škofije
Spodnje Škofije este o localitate din comuna Koper, Slovenia, cu o populație de 1.221 de locuitori.